# Őz Pál
Őz Pál (Pápa, 1766 körül — Buda, 1795. június 2.) magyar ügyvéd, politikai író, a magyar jakobinus mozgalom résztvevője.

## Élete
Szüleit korán elvesztette, nehéz körülmények közt folytatta tanulmányait Besztercebányán, a pozsonyi evangélikus gimnáziumban, majd a pesti jogtudományi egyetemen. 1789-ben Gyürky István Nógrád vármegyei alispán fiának házitanítója volt. Mint joghallgató részt vett az 1790-91-es pozsonyi országgyűlésen, ott írta Diarium Diaetale című latin nyelvű országgyűlési naplóját, amely máig kiadatlan, a kéziratot az Országos Széchényi Könyvtár őrzi. 1791-ben részt vett a református egyház zsinatán. Sokat tett a hazai protestánsok jogainak védelméért, ennek jegyében írta Mandatum című munkáját névtelenül és költött helynévvel (Moguntiae, typis Diderotianis, 1792). 1792-ben már ügyvédi gyakorlatot folytatott. 1793-ban Kövy Sándorral együtt a sárospataki főiskola jogtudományi tanszékének jelöltje volt. Kazinczy Ferenc is pártfogolta.

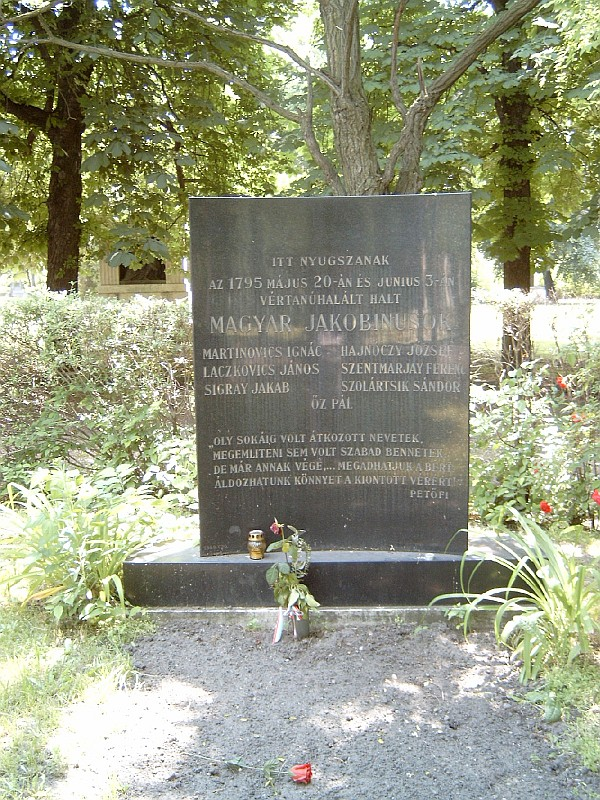
Magyar jakobinusok sírja Budapesten. (Hajnóczy József, Laczkovics János, Martinovics Ignác, Sigray Jakab, Szentmarjay Ferenc, Szolártsik Sándor, Őz Pál). Kerepesi temető: 11/1-sziget

Politikai beállítottságát tekintve előbb a jozefinista reformok, majd a polgári átalakulás és a jobbágyfelszabadítás híve. A francia felvilágosodás íróit eredetiben olvasta, s olvasmányaiból jegyzeteket készített. A magyar jakobinus mozgalomban való részvételéért, mint a Szabadság és Egyenlőség Társaság tagját 1794. december 11-én éjjel letartóztatták. Őz Pál a bíróság előtt is bátran kiállt a köztársasági eszmék mellett. Őz Pál maga szerkesztette védőbeszédét, és a tárgyalóteremben is a jobbágyfelszabadítás és a polgárosodás kérdéséről próbált vitát kezdeményezni. A mozgalomban nem játszott vezető szerepet, mégis lefejezés általi halálra ítélték és azt a budai Vérmezőn 1795. június 2-án végrehajtották, ugyanitt és ugyanekkor fejezték le Szolártsik Sándort. Martinovics Ignácot, Hajnóczy Józsefet, Laczkovics Jánost, Szentmarjay Ferencet és Sigray Jakab grófot korábban, 1795. május 20-án fejezték le ugyanitt a budai Vérmezőn.

## Írásai
- A magyar jakobinusok iratai. Sajtó alá rendezte: Benda Kálmán. 1-3. k. (Magyarország újabbkori történetének forrásai) Budapest, 1952-1957.

## Kéziratai
Kéziratairól a következőkben számol be Szinnyei József: „Kéziratai 1895. július 2. kerültek a m. n. múzeumba az országos levéltárból csere utján, a Szolarcsik- és Hajnóczy-féle iratokkal együtt. Ezen iratok nyolcz csomóban (250 darabnál több) az illetők magánviszonyaira, tanulmányaikra, összeköttetéseikre vetnek világot és e tekintetben becses adatok azon érdekes kor megítélésére. Őz utolsó levelét (1795. jún. 2.) közölte a Vasárnapi Ujság (1869. 186. l. megvan a nagy-kőrösi ev. ref. lyceum kézirattárában).”